# William Windom (politikus)
William Windom (Belmont megye, 1827. május 10. – New York, 1891. január 29.) az Amerikai Egyesült Államok szenátora (Minnesota, 1870–1871, 1871–1881 és 1881–1883).